# Dionna Harris
Dionna Harris (4 mars 1968 - ) est une joueuse de softball américaine. Elle remporta en 1996 une médaille d'or en softball aux Jeux olympiques d'Atlanta avec l'équipe américaine de softball.